# Chaufour-lès-Bonnières
Chaufour-lès-Bonnières è un comune francese di 423 abitanti situato nel dipartimento degli Yvelines nella regione dell'Île-de-France.

## Società

### Evoluzione demografica
Abitanti censiti